# فيل فاغنر
فيل فاغنر (18 ديسمبر 1945 - ) (بالإنجليزية: Phil Wagner)‏ هو لاعب كرة سلة أمريكي في مركز مدافع مسدد الهدف. لعب مع إنديانا بايسرز.

## وصلات خارجية
- فيل فاغنر على موقع سبورتس رفرنس (الإنجليزية)
- فيل فاغنر على موقع كلية كرة السلة في سبورتس رفرنس.كوم (الإنجليزية)
- فيل فاغنر على موقع ريلجم (الإنجليزية)
- فيل فاغنر على موقع بروبوليرز (الإنجليزية)